# 太宗秀
太 宗秀（テ・ジョンス、朝鮮語: 태종수、1936年3月20日  - ）は、朝鮮民主主義人民共和国（北朝鮮）の政治家。 朝鮮労働党中央委員会副委員長、党中央委員会書記局書記、党中央委員会政治局委員、朝鮮労働党中央軍事委員会委員、朝鮮民主主義人民共和国国務委員会委員、副総理などを歴任。副首相を務めた鄭一龍の婿。

## 略歴
1936年に咸鏡北道明澗郡で生まれた。万景台革命学院卒業。1970年に平安北道党書記に就任し、1980年に朝鮮労働党中央委員会委員候補に選出された。
2007年に副総理に就任した。2009年に咸鏡南道党委員会責任書記を経て、2010年にデノミ政策に失敗して失脚した朴南基党財政計画部長の後任として党財政計画部長となる。2010年9月の朝鮮労働党の第3回党代表者大会で党中央委員会書記局書記、党中央委員会政治局委員候補となる。2016年5月に開催された朝鮮労働党第7次大会で党中央委員会書記局に代わって新設された政務局の中央委員会副委員長の名簿に掲載されず同職からの退任が確認された。2017年10月に行われた朝鮮労働党中央委員会第7期第2回総会で党中央委員会政治局委員に補選され、党中央委員会副委員長、党軍需工業部部長に選出された。
2020年4月に開かれた、最高人民会議第14期第3回会議で国務委員会委員から解任された。